# Itosu Ankō
Itosu Ankō (jap. 糸洲 安恒, gelegentlich auch die Kun-Lesung Itosu Yasutsune; * 1831 auf Okinawa, Königreich Ryūkyū (heute Japan); † 1915 ebendort) war Großmeister des Karate und einer der wichtigsten Karate-Meister der vergangenen 100 Jahre und Lehrer der meisten späteren Stilgründer, wie z. B. Chibana Choshin (Shorin-Ryū), Mabuni Kenwa (Shitō-Ryū) oder Funakoshi Gichin (Shōtōkan-Ryū).
Itosu reformierte das Karate Okinawas und half mit, aus der einstigen, im privaten geübten Kampfkunst ein System zu machen, das zum Zwecke der körperlichen Ertüchtigung und geistigen Erziehung (das später im Sinne des Dō) an Schulen gelehrt wurde.
Dazu entwickelte er viele der heutigen Standard-Katas, wie z. B. die Pin'an-Serie (in Shōtōkan als Heian bekannt)  beziehungsweise überarbeitete die alten Formen und „entschärfte“ dabei die enthaltenen Techniken, um das Karate einer breiten Masse zugänglich machen zu können. 
Bei der vormals auf historischen Fotos für Itosu gehaltenen Person handelte es sich tatsächlich um Miyake Sango, der als Kendō-Lehrer an der Präfektur-Mittelschule tätig war. Das aktuelle Foto von Itosu (siehe rechts) wurde von der Karateabteilung der Präfektur Okinawa veröffentlicht und gilt bis auf Weiteres als ein Foto von Itosu Ankō.